# PlayStation VR2
Le PlayStation VR2 (PS VR2) est un casque de réalité virtuelle pour la console de jeu vidéo PlayStation 5 développé par Sony Interactive Entertainment,. Il est sorti le 22 février 2023 au prix de 600 euros.

## Histoire
Le premier PlayStation VR de Sony est sorti en 2016. Sony a annoncé le PlayStation VR2 pour la PlayStation 5 au Consumer Electronics Show de 2022,.
Selon Bloomberg, la production initiale du PS VR2 aurait été diminuée par deux en raison d'un faible nombre de précommandes, information rapidement réfutée par Sony.

## Matériel
Le casque se connecte à la console PlayStation 5 avec un seul câble USB-C. Contrairement au PlayStation VR de première génération, qui suivait les mouvements des joueurs via une seule PlayStation Camera (en), le PS VR2 suit les mouvements de quatre caméras montées sur le casque,.  
Le PlayStation VR2 a un panneau OLED avec une résolution d'affichage 4K. Chaque affichage oculaire a une densité de 2 000 x 2 040 pixels. En tant qu'amélioration graphique, en utilisant le suivi oculaire, seuls les éléments qui se trouvent dans la vision immédiate du joueur sont rendus en détail. Les éléments dans le champ de vision périphérique ne sont pas rendus aussi nettement. 
Le PS VR2 comporte également de nouveaux contrôleurs, surnommés les contrôleurs Sense. Les contrôleurs sont capables de détecter les touchers des doigts, ainsi que de fournir un retour haptique.  

## Accessoire
Ivvry a essayé d'implémenter un driver pour utiliser le PSVR2 en PCVR avec carte iLink ( rtx 2080).Sony sort le 6 aout 2024 un driver officiel disponible sous steam VR permettant de faire du PCVR. L'application permet de gérer l'appairage des périphériques (manettes casques) qui nécessitent l'achat d'un hub USB/display port Sony à 60 euros.

## Accueil
Les premiers aperçus ont été positifs. En particulier, les nouveaux contrôleurs Sense ont été particulièrement acclamés. 

## Ventes
Selon l'International Data Corporation, les ventes du PlayStation VR2 sont estimées à 270 000 exemplaires à la fin mars 2023.